# Mike MacDonald (acteur)
Pour les articles homonymes, voir Mike MacDonald et MacDonald.
Michael "Mike" MacDonald (né le 21 juin 1954 à Metz et mort le 17 mars 2018 à Ottawa) est un acteur et scénariste canadien.

## Biographie
Fils d'un officier de carrière anglophone de l'Aviation royale canadienne, MacDonald a passé les 15 premières années de sa vie sur des bases militaires, en France, en Allemagne de l'Ouest et au Canada. Quand son père a quitté l'armée, sa famille s'est installée à Ottawa. MacDonald termine alors sa scolarité à la Brookfield High School. Batteur accompli, MacDonald est parti en tournée au Canada avec un groupe de rock sponsorisé par le gouvernement Canadien. Un peu plus tard, il décide de gagner sa vie grâce à la comédie. Il exerce alors son talent au Canada et fait des incursions fréquentes aux États-Unis. Outre ses spectacles en Amérique du Nord, MacDonald est apparu à la télévision dans de nombreux shows télévisés.

## Filmographie

### Comme acteur
- 1975 : La Poursuite mystérieuse (The Mystery of the Millon Dollar Hockey Puck) : Pierre
- 1983 : The Funny Farm : Bruce Nutter
- 1984 : Oddballs : Laylo Nardeen
- 1985 : Loose Screws : Mr. Arsenault
- 1986 : Recruits : Magruder
- 1987 : Mr. Nice Guy : Kurt Murdoch
- 1989 : Trois fugitifs (Three Fugitives) : Sergeant
- 1989 : Mosquito Lake (en) (série TV)
- 1990 : Le Prince Casse-noisette : Mouseking (voix)
- 1995 : Once in a Blue Moon : Mr. Piper
- 1995 : Super Dave's Vegas Spectacular (série TV) : Tommy Keenan
- 1998 : The Rogers' Cable : Mr. Rogers
- 2001 : Soother : Mr. Reynolds
- 2001 : The Ripping Friends (série TV) : Rip (voix)
- 2003 : Comedy Night in Canada (TV)

### Comme scénariste
- 1994 : Les Nuits de New York (New York Nights)
- 1994 : Bedtime Fantasies (vidéo)
- 1994 : All My Best (vidéo)
- 2003 : Comedy Night in Canada (TV)